# Rob Wooten
Robert Davis Wooten (né le 21 juillet 1985 à Goldsboro, Caroline du Nord, États-Unis) est un lanceur de relève droitier des Ligues majeures de baseball sous contrat avec les Braves d'Atlanta.

## Carrière
Joueur des Tar Heels de l'Université de Caroline du Nord à Chapel Hill, Rob Wooten est repêché au 13e tour de sélection par les Brewers de Milwaukee en 2008. 
Il fait ses débuts dans le baseball majeur avec Milwaukee le 26 juillet 2013. Le lanceur de relève savoure une première victoire le 30 juillet suivant sur les Cubs de Chicago. Jouant pour les Brewers de 2013 à 2015, Wooten apparaît dans 71 de leurs matchs comme lanceur de relève. Sa moyenne de points mérités se chiffre à 5,03 en 68 manches lancées.
En janvier 2016, il rejoint les Braves d'Atlanta.